# Хумелтал
Хумелтал (њем. Hummeltal) општина је у њемачкој савезној држави Баварска. Једно је од 33 општинска средишта округа Бајројт. Према процјени из 2010. у општини је живјело 2.433 становника. Посједује регионалну шифру (AGS) 9472155.

## Географски и демографски подаци
Хумелтал се налази у савезној држави Баварска у округу Бајројт. Општина се налази на надморској висини од 389–580 метара. Површина општине износи 18,4 km². У самом мјесту је, према процјени из 2010. године, живјело 2.433 становника. Просјечна густина становништва износи 132 становника/km².